# Angelica di Silvestri
Angelica Morrone di Silvestri (* 3. Februar 1965 in Cosenza, Italien) ist eine ehemalige dominicanische Skilangläuferin.

## Biographie
2014 gründete di Silvestri gemeinsam mit ihrem Mann Gary den dominicanischen Skiverband. Das Ehepaar hatte öfters Dominica als Urlaubsziel besucht, wobei sie später auch die dominicanische Staatsbürgerschaft annahmen.
Ihr internationales Renndebüt als Skilangläuferin gab Angelica di Silvestri am 11. August 2013 in Snow Farm. Gemeinsam mit ihrem Mann konnte sie sich für die Olympischen Winterspiele 2014 in Sotschi qualifizieren. Dies war vor ihr noch keiner Sportlerin aus Dominica gelungen. Jedoch verletzte sie sich kurz vor dem Wettkampf über 10 km klassisch beim Training, wodurch sie nicht starten konnte.
Kurz nach den Spielen wurden Angelica di Silvestri und ihr Mann beschuldigt Steuern hinterzogen zu haben, jedoch kam es zu keiner Anklage.
Ihr letztes internationales Rennen bestritt sie am 15. Februar 2017 in Mavrovo, seitdem ist sie nicht mehr als Sportlerin in Erscheinung getreten.

## Erfolge

### Olympische Winterspiele
- Sotschi 2014: DNS 10 km klassisch

### Australian New Zealand Cup
- Eine Platzierung unter den besten 10

### Nor-Am Cup
- Eine Platzierung unter den besten 20

### Weitere Erfolge
- 4 Platzierungen unter den besten 15 bei FIS-Rennen